# László Bodrogi
László Bodrogi (Budapest, 11 de desembre de 1976) és un ciclista nascut hongarès i nacionalitzat francès el 2007. Va debutar com a professional el 2000 a l'equip Mapei i es va retirar a finals del 2012.
Com a professional ha aconseguit més de 25 victòria, la major part de les quals en contrarellotge, modalitat en la qual és un gran especialista. El 2000 guanyà la medalla de bronze al Campionat del Món de ciclisme en contrarellotge i el 2007 es proclamà subcampió en aquest mateix campionat.

## Palmarès
- 1996
  -  Campió d'Hongria en ruta
- 1997
  -  Campionat d'Hongria en contrarellotge
  -  Medalla de plata al Campionat del Món de ciclisme en contrarellotge sub-23
- 1998
  -  Campionat d'Hongria en contrarellotge
  - 1r a la Chrono champenois
- 1999
  - 1r al Tour de la Gironda
- 2000
  -  Campió d'Hongria en ruta
  -  Campionat d'Hongria en contrarellotge
  - 1r al Duo Normand, amb Daniele Nardello
  - Vencedor d'una etapa de la Volta a l'Argentina
  - Vencedor d'una etapa del Tour de Normandia
  - Vencedor d'una etapa de la Volta a Eslovènia
  - Vencedor d'una etapa al Tour de l'Avenir
  -  Medalla de bronze al Campionat del Món de ciclisme en contrarellotge
- 2001
  -  Campionat d'Hongria en contrarellotge
  - 1r al Giro Riviera Ligure Ponente i vencedor d'una etapa
  - 1r a la Volta a l'Alentejo i vencedor d'una etapa
  - Vencedor de 2 etapes al Tour de l'Avenir
  - Vencedor d'una etapa de la Volta a Suècia
- 2002
  -  Campionat d'Hongria en contrarellotge
  - 1r al Gran Premi Eddy Merckx, amb Fabian Cancellara
  - Vencedor d'una etapa a la París-Niça
  - Vencedor d'una etapa a la Volta a Dinamarca
- 2003
  -  Campionat d'Hongria en contrarellotge
- 2004
  -  Campionat d'Hongria en contrarellotge
  - Vencedor d'una etapa als Tres dies de La Panne
- 2005
  - 1r a la Volta a Luxemburg
- 2006
  -  Campió d'Hongria en ruta
  -  Campionat d'Hongria en contrarellotge
  - Vencedor d'una etapa a la Volta a Àustria
- 2007
  -  Campionat d'Hongria en contrarellotge
  - 1r a la Chrono des Herbiers
  -  Medalla de plata al Campionat del Món de ciclisme en contrarellotge
- 2008
  -  Campionat d'Hongria en contrarellotge

### Resultats al Tour de França
- 2002. 62è de la classificació general
- 2003. 108è de la classificació general
- 2005. 119è de la classificació general

### Resultats a la Volta a Espanya
- 2004. Abandona (10a etapa)
- 2006. 76eè de la classificació general
- 2007. No surt (18a etapa)

### Resultats al Giro d'Itàlia
- 2007. 84è de la classificació general